# 京成3600形電車
京成3600形電車（けいせい3600がたでんしゃ）は、1982年（昭和57年）から導入された京成電鉄の通勤形電車。
本稿では2013年3月末まで芝山鉄道にリースされていた芝山鉄道3600形電車についても記述する。

## 概要
3500形の後継車種として省エネルギー、保守の簡易化や保安度の向上を目的に、今後の通勤車の標準車両として開発され、1982年6月から1989年（平成元年）7月にかけて6両編成9本の計54両が製造された。
第1編成となる3608編成は東急車輛製造で落成し、1982年6月7日・翌8日に東急車輛から3050形を牽引車として金沢八景から都営浅草線を経由して高砂検車区に搬入された 。その後乗務員訓練等を行い、同年7月16日から営業運転を開始した（当時の1132列車・京成高砂発京成上野行き普通列車）。
本形式導入当時の京成の経営状況は極めて厳しく、第1編成の3608編成以降は1986年（昭和61年）までの増備は2年おきに1編成のペースに留まっていた。
昭和末期には経営状況も好転し、1987年（昭和62年）度は青電形式として残った210系（2100形・210形・2000形の総称）の代替ならびに6両編成化に着手し、4編成が導入された。最終増備は1989年の輸送力増強用で、2編成が導入された。
本形式は京成通勤車として初めての界磁チョッパ制御方式やT形ワンハンドル式のマスター・コントローラーなど、新機軸が多数採用されている。

## 車両概説

### 車体
車体は基本的に3500形に準じているが、実用化されつつあった軽量オールステンレス構造を京成で初めて採用した。客室側窓は1枚下降式になり、窓配置もドア間・車端部とも2枚となった。車端側の窓のみ幅が狭い独特のスタイルとなっている。
前面形状は切妻から3面折妻になり、貫通扉部分に種別表示器を配置し、前面上部中央の表示器は行先のみとした。行先表示器は3500形までの20コマタイプから40コマタイプになった。前照灯と尾灯が横並びになり、合わせて急行灯を左右上部に配置し、尾灯・急行灯の視認性が向上した。このレイアウトは、1983年（昭和58年）春以降の3150形や3200形・3300形の更新工事でも引き継がれた。
前面向かって左側の窓上に幕式の運行番号表示器を設けているが、2003年8月から2004年9月にかけて、芝山鉄道へのリース編成を含めてLED式に交換している。この際に、列車無線切り替え器に搭載されている非常発報装置が「発報弱め」スイッチ付きに交換された。
種別表示幕は2002年10月12日の種別変更によるダイヤ改正に対応させるため、同年7月から9月にかけて全車両の交換を行った。普通=黒、快速=ピンク、特急=赤など各種別ごとに色分けし、前面字幕は白地に種別色文字・側面字幕は種別色地に白文字となった。文字の書体は細ゴシック体（ナール）小文字併用英字併記タイプとなった。その後2010年7月17日の成田スカイアクセス線開業に伴うダイヤ改正で再度交換され、前面字幕が側面字幕と同じ種別色地に白文字になり、快特が快速特急=緑に変更と通勤特急の色地変更を行った。
塗装は前面ならびに側面窓上下にファイアーオレンジの帯を配していたが、1991年11月に3668編成、1992年9月から1993年3月にかけて3608 - 3638編成で側面窓上部の帯をファイアーオレンジからブルーに変更。さらに、1993年9月に3648編成で前面・側面窓下帯をファイアーオレンジから赤と青に変更し、1995年6月までに全編成の変更が完了した。なお、当初は側面扉部分の帯が省略されていたが、塗装変更時に帯を貼付している。側面戸袋部には筆記字体のKeiseiロゴを表記したプレートを取り付けている。 2001年3月には、京成グループのCI導入に伴い、全車両の側面にK'SEI GROUPロゴを貼付した。

### 車内
カラースキームなどは基本的に3500形に準じているが、天井部のホワイトデコラが荷棚上まで貼られたことや、先頭車乗務員室前の扇風機を廃止したことなどの相違点もある。この形式より車両間の貫通路は全て狭幅となり、各車両の上野方に貫通扉を設置した。

車内の写真
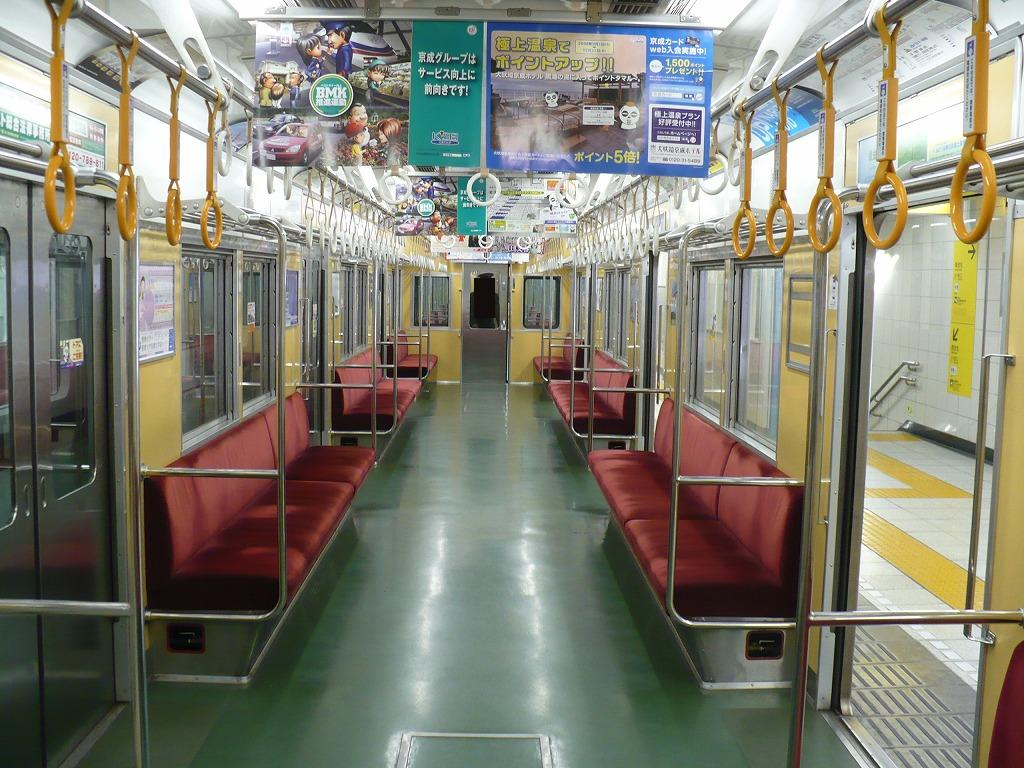
車内内装
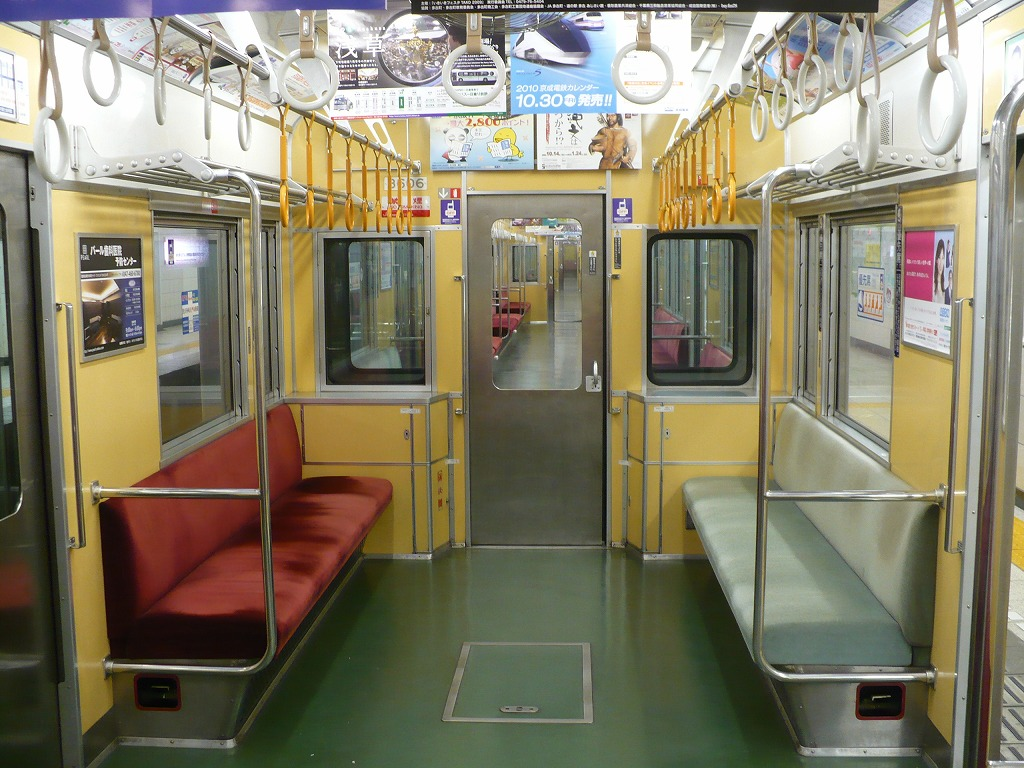
車端部の優先席
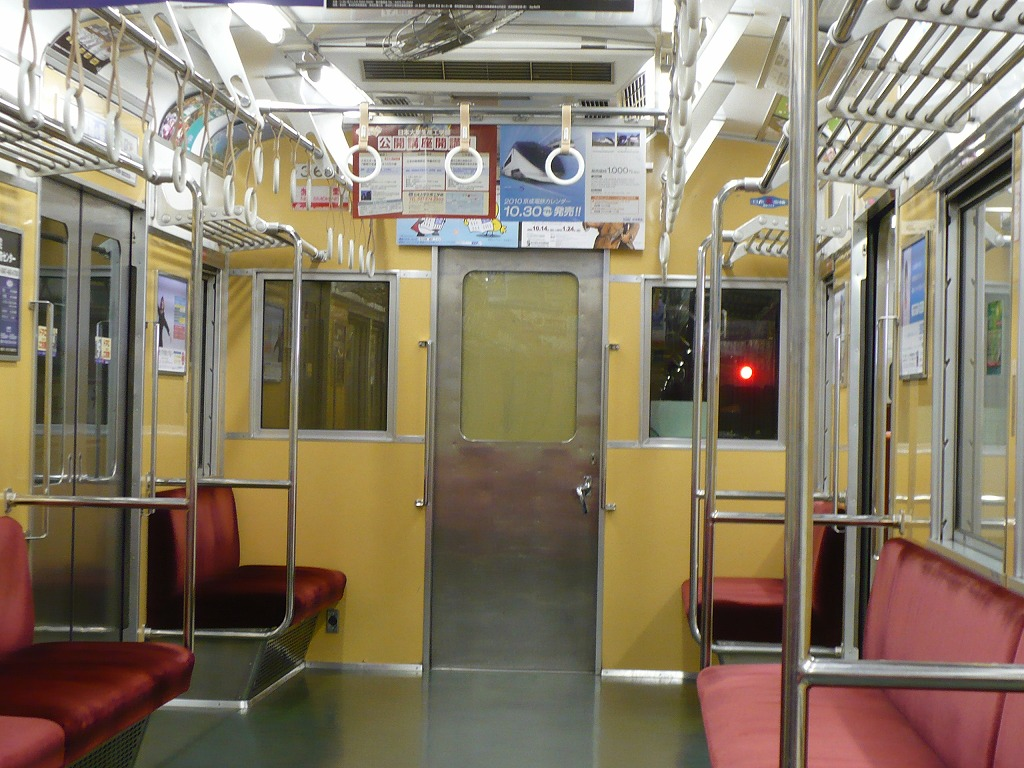
乗務員室背面仕切壁 （左側2枚は遮光幕を閉めた状態）

### 機器類
主制御器は、AE形で実績のある東洋電機製造製界磁チョッパ制御装置を京成の通勤車として初めて採用した。AE形は特急専用車のため直並列制御が省略され定速度制御機能を備えていたが、3600形のACRF-H8140-783Aは直列15段、並列8段、弱め界磁無段階で通勤車に適した仕様とされた。主電動機はAE形と同様に140kWと出力の高い補償巻線付複巻電動機が採用され、各編成の車両番号の末尾2と3は東洋製TDK-8500B、末尾6と7は三菱電機製MB-3276-ACで、両者は同一設計であり京成での社内制式名称はKMM8500（出力140kW、端子電圧375V、定格電流415A、分巻界磁電流23A、最弱め界磁率15%、定格回転数1,450rpm）である。駆動装置はWNカルダンとされた。雑誌等で“3600形は末尾2と3がTDカルダン”と記載されていることが多いが、3500形・3600形界磁チョッパ車とAE形は全てWNカルダンを採用している。補助電源装置は電動発電機（MG）に代わって静止形インバータ（SIV）が初めて採用され、空気圧縮機（CP）とともに各編成の末尾3と7に配置された。台車はモハがFS-513、クハがFS-013である。

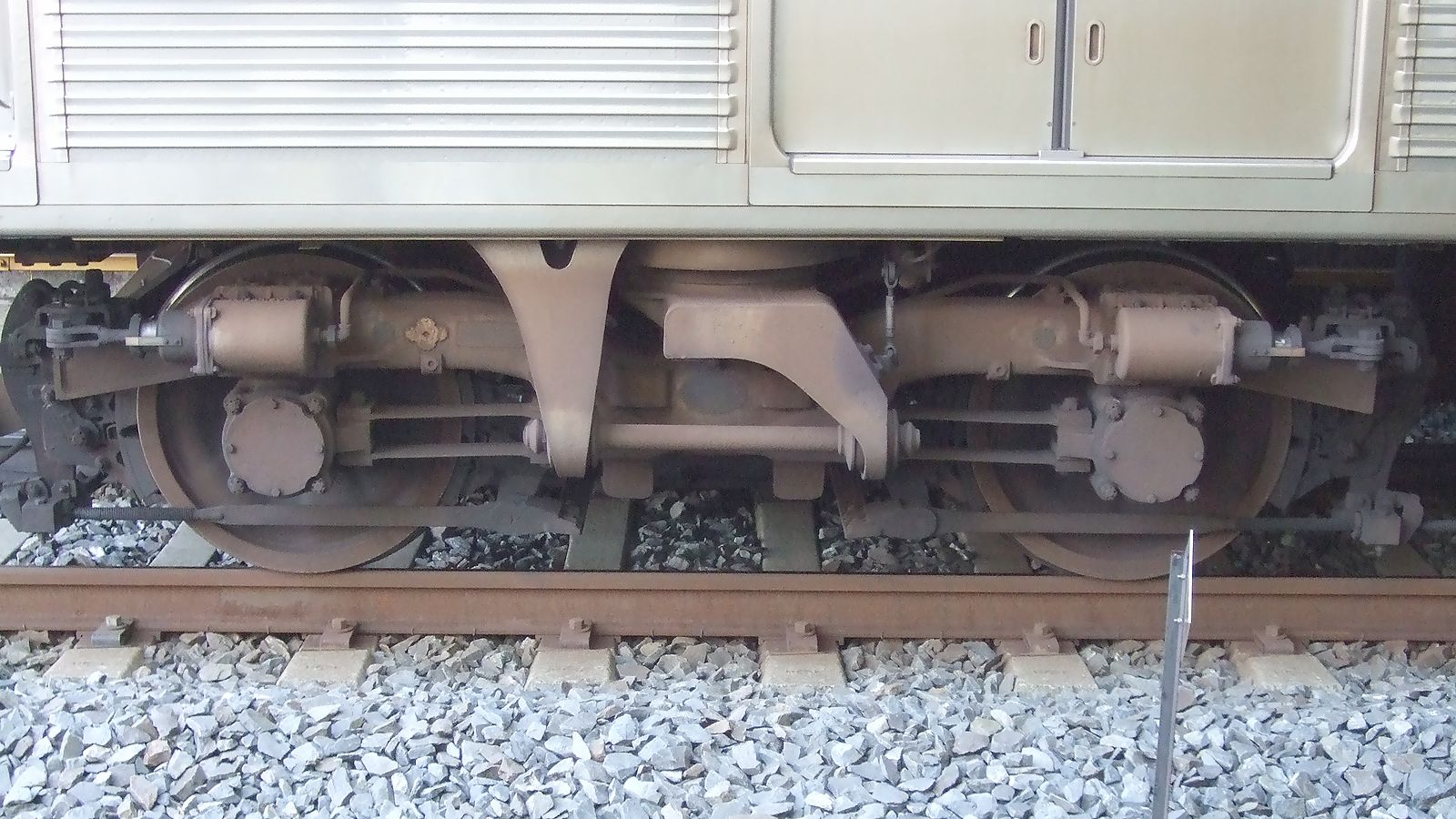
クハ3638の台車

集電装置は下枠交差式パンタグラフで、各編成の末尾2と6に2台設置された。冷房装置は、末尾2と6の車両にCU-15C（10500kcal/h・12.2kW）を3台、それ以外の車両にCU-15B（8500kcal/h・9.88kW）を4台搭載している。

### 増備時の変更
年代別の差異は以下の通り。
- 1986年落成編成から、網棚を樹脂パイプからステンレスパイプに変更、また室内照明で1両あたり4基の充電式予備蛍光灯（停電時の）を設置する代わりに予備白熱灯を廃止した[注 1]。後につり革増設試験が行われたため、他編成との差異が目立っている。
- 1987年落成編成から、同年春の3200形モハ3268・モハ3265の更新時に試用された電子警報器を本格的に採用。後に3618編成も変更された（1994年11月施工）。
- 1988年（昭和63年）落成編成より側灯と尾灯がLED化され、客室内の客用扉上部は手の巻き込み防止の張り出しを設けた。
- 3668編成では、空気圧縮機を従来の直流電源のC-2000-Mに代わり、交流電源のAC-2000-Mを試用し、1989年落成編成で本採用された。
- 1989年6月落成編成から選択扉開閉装置が搭載された。この機能は、既存編成にも追設されている。

## 編成
|         | ← 成田空港上野・押上・西馬込 → |        |      |        |      |      |      |               |
| 車種    | クハ                           | ◇モハ◇ | モハ | ◇モハ◇ | モハ | クハ | 製造 | 入籍          |
| 第1編成 | 3601                           | 3602   | 3603 | 3606   | 3607 | 3608 | 東急 | 1982年6月15日 |
| 第2編成 | 3611                           | 3612   | 3613 | 3616   | 3617 | 3618 | 日車 | 1984年4月13日 |
| 第3編成 | 3621                           | 3622   | 3623 | 3626   | 3627 | 3628 | 東急 | 1986年6月28日 |
| 第4編成 | 3631                           | 3632   | 3633 | 3636   | 3637 | 3638 | 日車 | 1987年6月17日 |
| 第5編成 | 3641                           | 3642   | 3643 | 3646   | 3647 | 3648 | 日車 | 1988年1月28日 |
| 第6編成 | 3651                           | 3652   | 3653 | 3656   | 3657 | 3658 | 東急 | 1988年2月29日 |
| 第7編成 | 3661                           | 3662   | 3663 | 3666   | 3667 | 3668 | 東急 | 1988年3月26日 |
| 第8編成 | 3671                           | 3672   | 3673 | 3676   | 3677 | 3678 | 東急 | 1989年6月30日 |
| 第9編成 | 3681                           | 3682   | 3683 | 3686   | 3687 | 3688 | 日車 | 1989年7月29日 |

車両番号の付番は、成田空港方から第1編成がクハ3601 - モハ3602 - モハ3603 - モハ3606 - モハ3607 - クハ3608、第2編成がクハ3611 - モハ3612 - モハ3613 - モハ3616 - モハ3617 - クハ3618であり、中間4両は2両ずつユニットを構成する電動車である。末尾4と5は将来の8両固定編成時を考慮して、末尾9と0は各編成の末尾番号を揃えるために欠番とされた。京成に限らず都営地下鉄浅草線に乗り入れる各鉄道事業者では京成上野方先頭車の車両番号で編成名を呼称することが多く、第1編成は「3608編成」と称する。

### 8両編成化に伴う編成変更
優等列車の8両編成化促進を目的に、1997年（平成9年）から本形式の8両編成化が行われた。6両編成3本をばらして他の6両編成に電動車ユニットを組み込むことで8両編成を組成、余剰となった制御車のうちの4両をVVVFインバータ制御方式で電装化して新たに6両編成を組成した。これにより、界磁チョッパ制御の8両編成6本とVVVFインバータ制御の6両編成1本という構成になった。この際に8両編成車は上野方から3両目に弱冷房車を設定して、車両にシールが貼られた。

#### 界磁チョッパ編成
- 1997年6月に、6両編成3本を8両編成2本を組成した。この際に5号車の成田側のパンタグラフが撤去された。以後、3編成を2編成づつ施工している。

| ← 京成上野・西馬込成田空港 → | ← 京成上野・西馬込成田空港 → | ← 京成上野・西馬込成田空港 → | ← 京成上野・西馬込成田空港 → | ← 京成上野・西馬込成田空港 → | ← 京成上野・西馬込成田空港 → | ← 京成上野・西馬込成田空港 → | ← 京成上野・西馬込成田空港 → | 組成変更日 | 廃車       | 備考             |
| 3638                         | 3627                         | 3626                         | 3637                         | 3636                         | 3633                         | 3632                         | 3631                         | 1997年6月  | 2019年10月 |                  |
| 3648                         | 3623                         | 3622                         | 3647                         | 3646                         | （3643）                     | （3642）                     | 3641                         | 1997年6月  | 2019年2月  |                  |
| 3678                         | 3677                         | 3676                         | 3667                         | 3666                         | 3673                         | 3672                         | 3671                         | 1998年12月 | 2019年2月  |                  |
| 3688                         | 3687                         | 3686                         | 3663                         | 3662                         | 3683                         | 3682                         | 3681                         | 1998年12月 |            | リバイバルカラー |
| 3618                         | 3617                         | 3616                         | 3607                         | 3606                         | 3613                         | 3612                         | 3611                         | 1999年9月  | 2017年2月  | 芝山リース       |
| 3658                         | 3657                         | 3656                         | 3603                         | 3602                         | 3653                         | 3652                         | 3651                         | 1999年9月  | 2020年7月  |                  |

- 2000年9月に、鬼越駅付近にて3648編成が踏切上で自動車との衝突事故に遭い、モハ3643 - 3642ユニットは復旧作業のため休車とされた。その後2001年3月に復帰して元の8両固定編成に戻すまで、暫定編成を組み、3646に一旦撤去した箇所にパンタグラフを搭載した。
- 2002年1月に3618編成が定期検査に入った際、モハ3607 - モハ3606の台車に不具合が発見された。復旧作業が終わるまでの間、3618編成は落成時の6両編成で運用され、2002年8月下旬に本来の8両固定編成に戻った。

#### VVVFインバータ制御編成

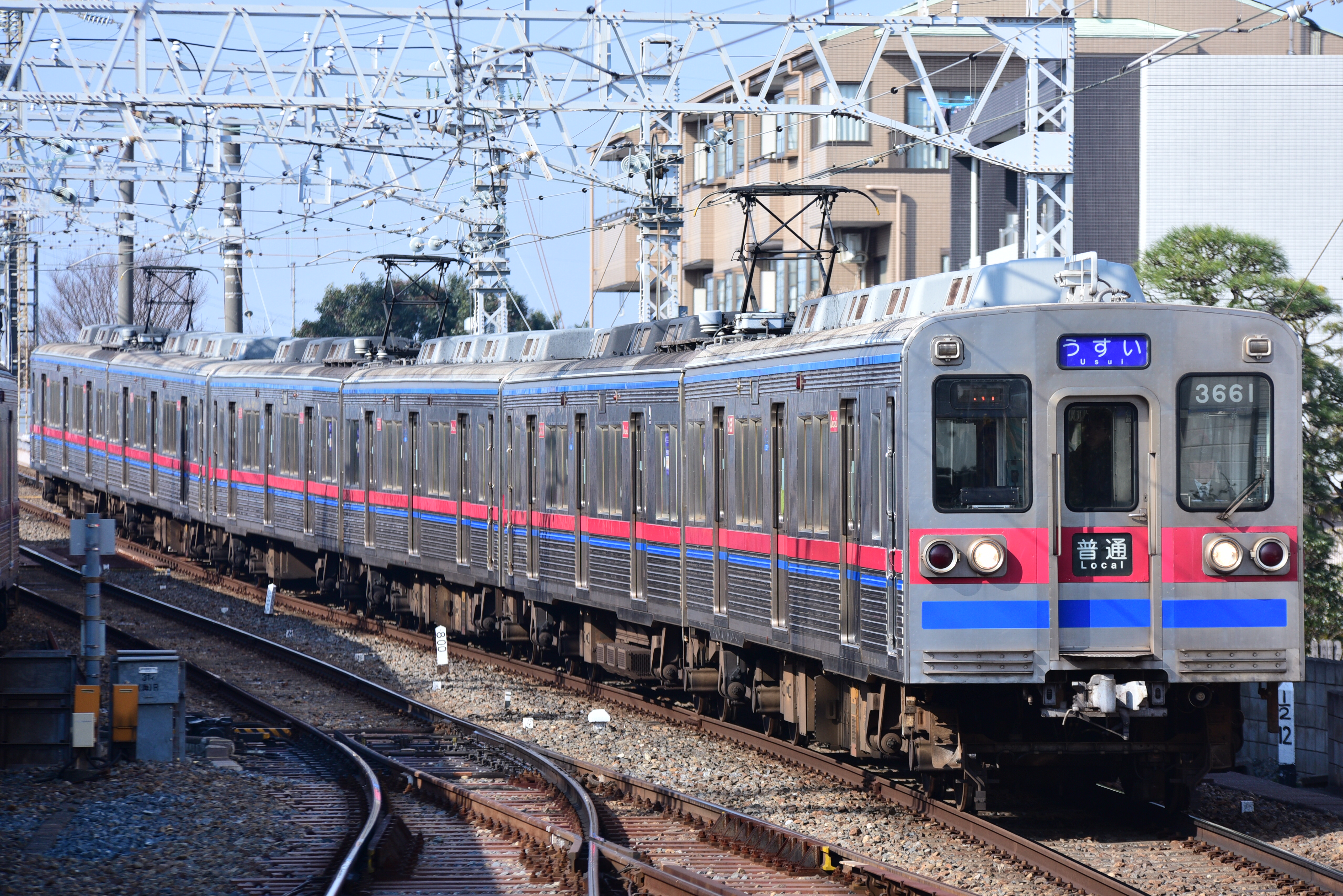
VVVFインバータ制御編成（6両編成時代)
（2016年2月 / 京成高砂）

- 余剰で休車扱いとなっていた制御車のクハ3621・3628・3661・3668を1999年2月に電動車化し、暫定的に以下の4両編成を組んで営業運転を再開した[4]。
  - 制御装置は、東洋電機製造製GTO素子使用のVVVFインバータRG633-A-Mをモハ3628とモハ3668に搭載した。主電動機はTDK-6170-Aかご形三相誘導電動機（社内制式名称KMM6170,出力130kW）、駆動装置はTDカルダン、台車はFS-562形で、これら電装品は3700形と同一のものを用いている[5]。パンタグラフは8連化の際に撤去した余剰品を流用のうえでモハ3628とモハ3668に搭載したが、設置スペースを捻出するために連結面側のクーラーを1台撤去し、残りの3台もCU-15BからCU-15Cに変更している。電動発電機と空気圧縮機は廃車になった3100形・3150形の流用品で、ともにモハ3621とモハ3661に搭載された。電動発電機は容量75kVAタイプのCL-355-B1、空気圧縮機はAC-1000という組み合わせは3200形・3300形と同じ。

| ← 京成上野成田空港・ちはら台 → | ← 京成上野成田空港・ちはら台 → | ← 京成上野成田空港・ちはら台 → | ← 京成上野成田空港・ちはら台 → | ← 京成上野成田空港・ちはら台 → | ← 京成上野成田空港・ちはら台 → | 組成変更日 | 6両編成化 | 付随車廃車日 |
| モハ3668◇                      | モハ3621                       | サハ3608◇                      | サハ3601                       | モハ3628◇                      | モハ3661                       | 1999年2月  | 1999年8月 | 2017年2月    |

- サハ3608にパンタグラフを搭載した。クーラー関係はモハ3628・3668と同じである。電動発電機と空気圧縮機は3150形の廃車発生品をサハ3601に搭載した。空気圧縮機は在庫の関係上、直流電源のC-1000であったが、2000年6月に交流電源のAC-1000に交換された。台車は一部改造され、FS-013A形となった。
- なお後述の通り、本編成のうち中間に挟み込まれていた付随車2両（サハ3608・3601）は2017年に廃車となり、現在は4両編成で引き続き運用されている。
- 2022年度にワンマン対応車に改造された

## リース

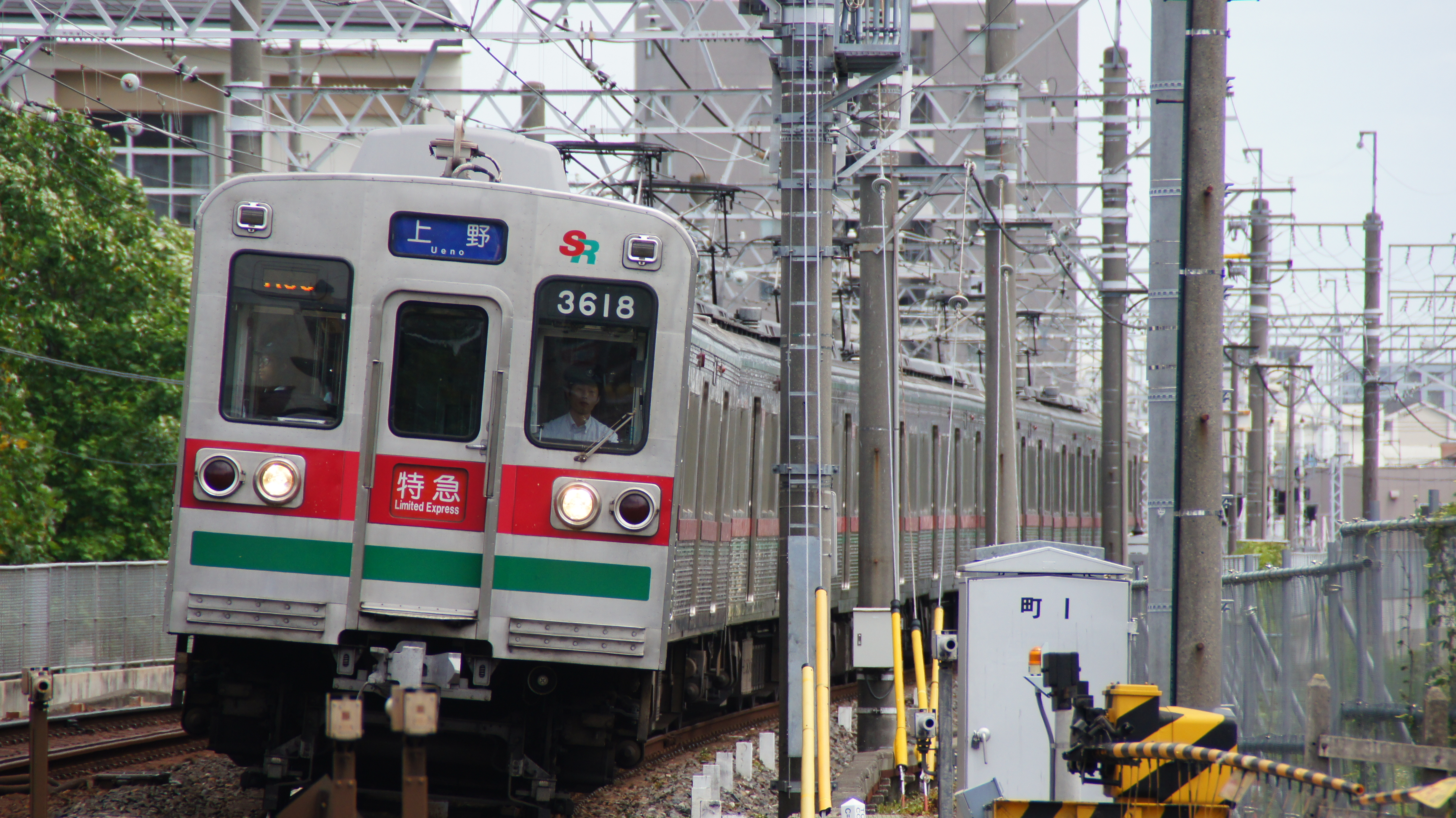
芝山鉄道にリースされた3618編成
（2011年7月18日）

京成電鉄の3600形のうち、3618編成は2002年（平成14年）10月に芝山鉄道にリースされた。
車体帯色を芝山鉄道のイメージカラーである赤と緑のカラー帯に変更し、Keiseiロゴプレートの上から芝山鉄道の社名貼り付けなどを行っている。
カラー帯は赤色は太陽を、緑色は芝山の緑の大地（緑色は芝山町の色でもある）をイメージしたものである。
運用は京成の車両と共通運用となっていた。8両編成のため、自社を走るのは朝夕に限定された。
2013年4月より、リース車両が3500形3540編成に変更されることになり、2013年3月末をもって芝山鉄道へのリースは終了した。その後は京成電鉄に返却され、芝山鉄道の社章や社名などが外されたが、帯色はそのままで運用に就いていた。その後2013年12月に宗吾工場を出場した際、従来の赤と青の帯色に戻された。

## 運用

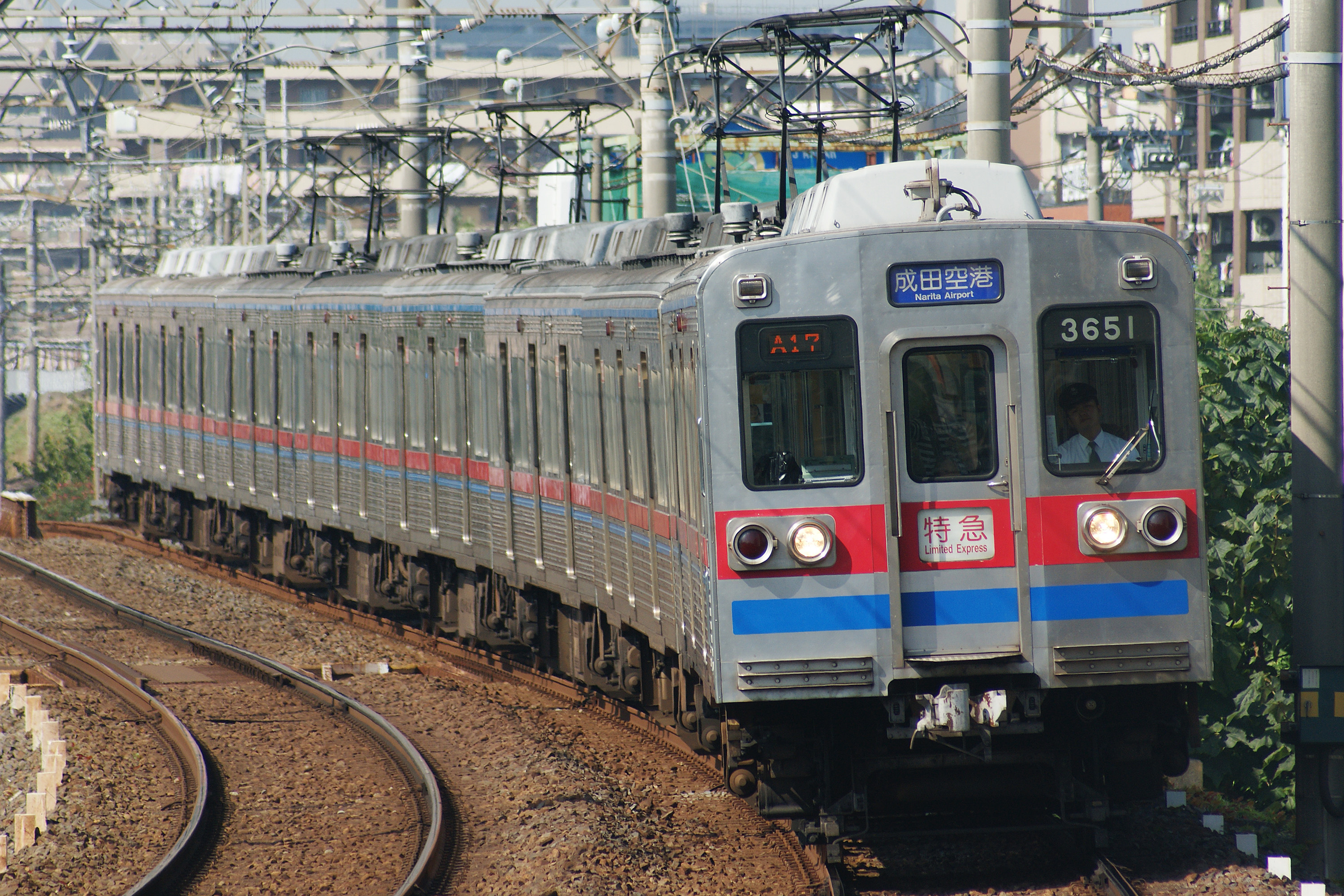
本線における特急運用
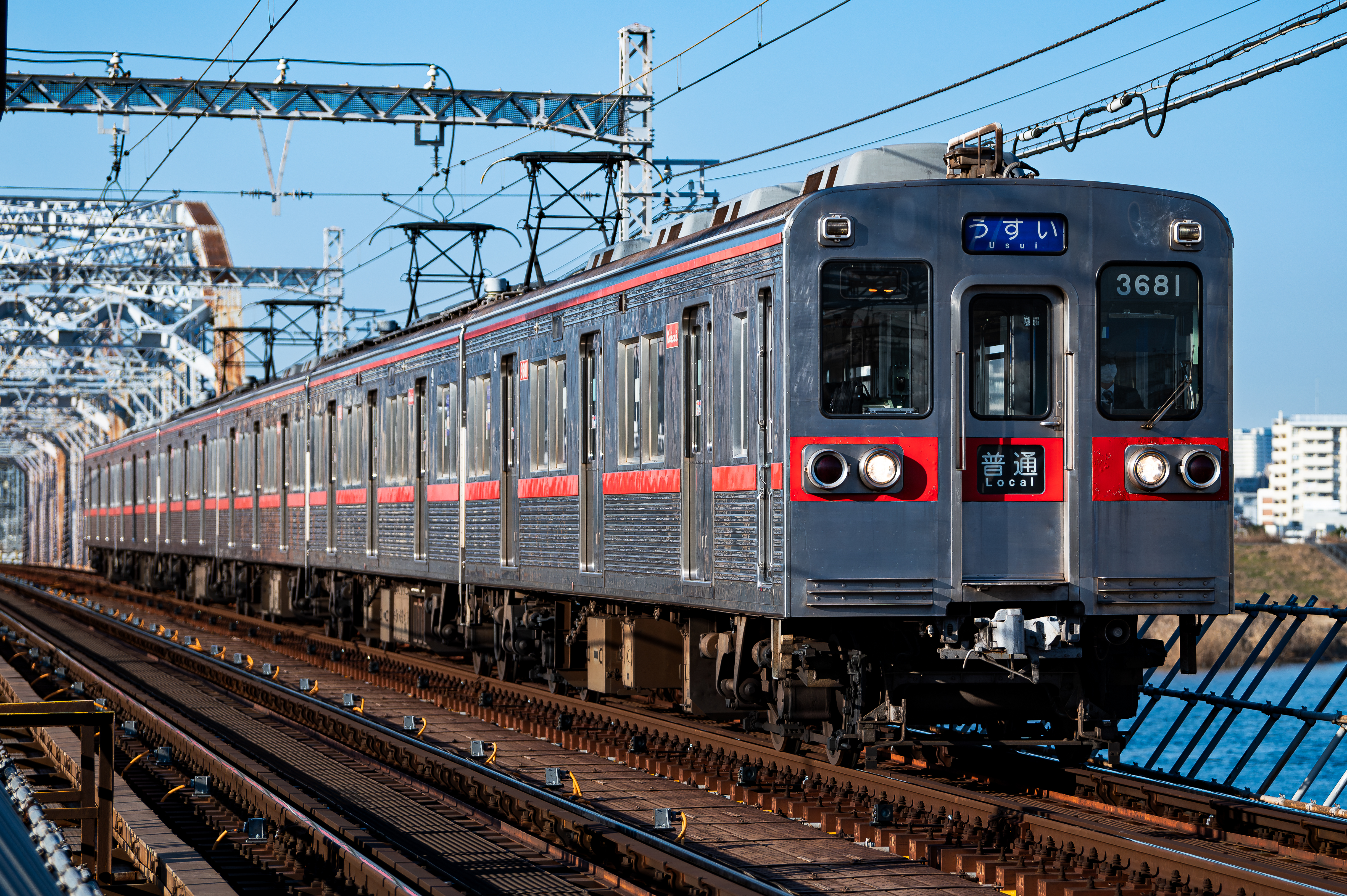
復刻塗装車(6両編成)による普通運用。
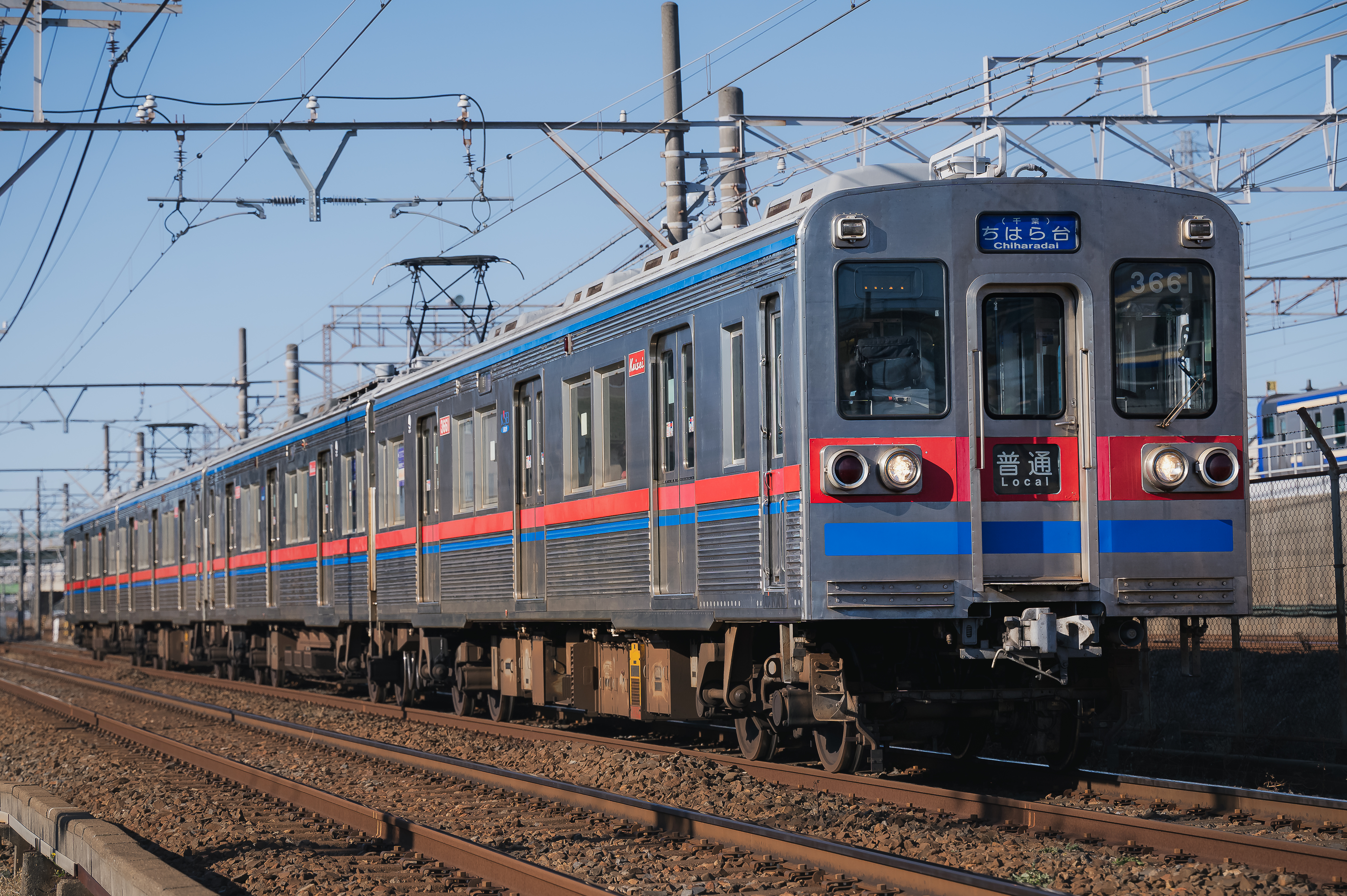
4両編成による千葉線・千原線運用(3668編成)。
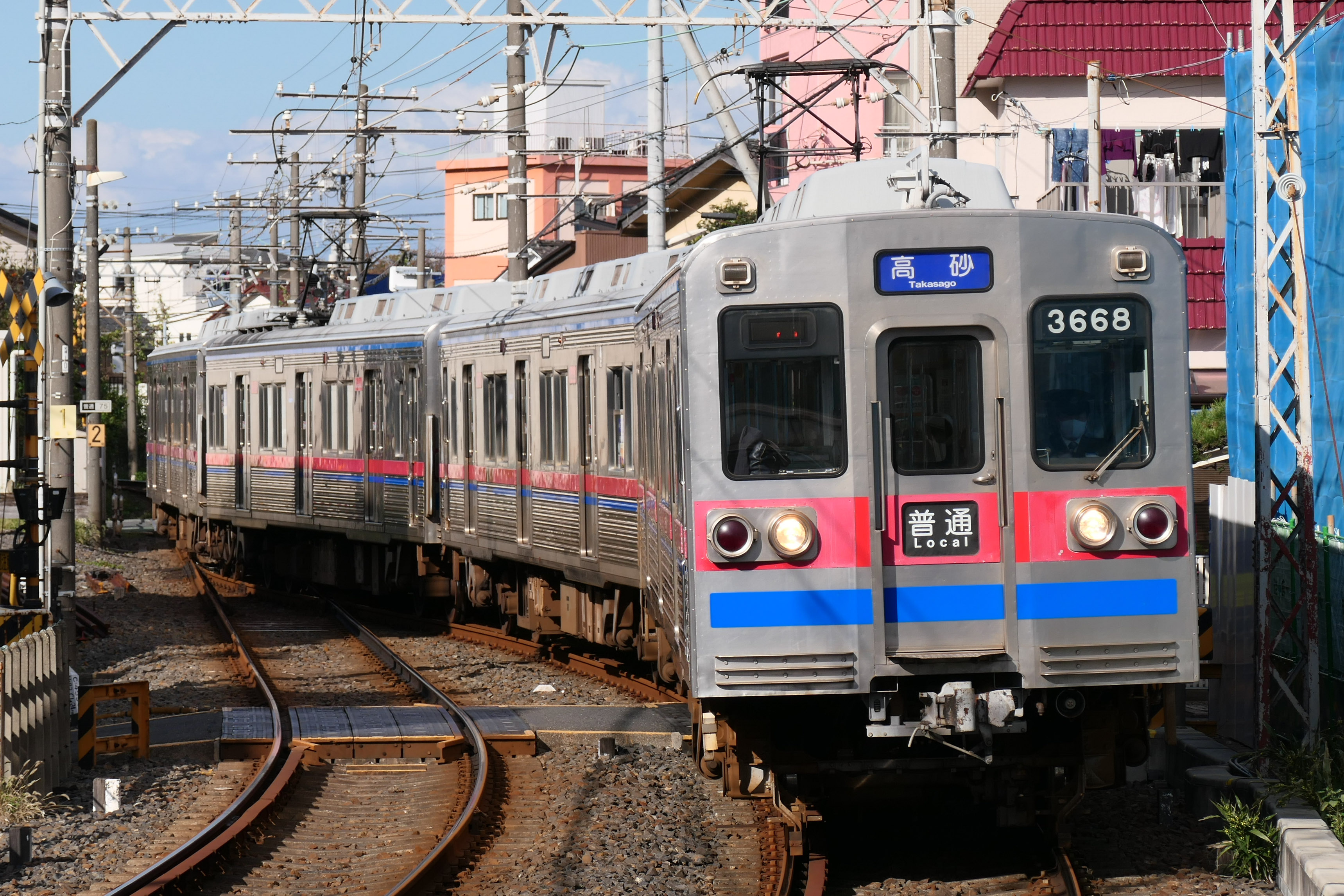
4両編成による金町線運用（3668編成）

2020年9月現在は6両編成1本と4両編成1本が在籍する。
当初は京成線内の運用のみで、都営地下鉄浅草線への乗り入れは行わなかった。その後、都営地下鉄浅草線への乗り入れは登場から4年半後となる1987年（昭和62年）1月26日より開始された。
6両編成は新3000形とともに本線での普通運用および6両編成による快速運用が主体である。2020年8月1日に6両化された3688編成は、帯色を登場時のファイヤーオレンジに復元した上で運用されており、本系列としては初めて成田空港線（成田スカイアクセス）へ入線した。
4両編成は千葉線・千原線、金町線及び宗吾参道駅 - 芝山千代田駅間の運用が主体である。また、上記の千葉線以外の路線では3500形とともにワンマン運転を2022年より行っている。京急線への営業列車での乗り入れ運用は存在しないが、先頭車が電動車であることから京急線乗り入れが可能となっている。このため、総合車両製作所からの新車搬入の際には、全電動車編成の牽引車としても使用され、金沢八景駅まで入線する。この編成は鉄道ファンの間から「ターボ君」の愛称で親しまれている。
かつて存在した8両編成は先頭車両が制御車のため、都営浅草線へは入線可能だが、先頭車両を制御電動車とした編成以外の入線を禁止した京浜急行電鉄の規定に抵触しており、同社線には入線できなかった。また、北総線には対応しているが成田スカイアクセスには対応しておらず、6両編成が最長である千葉線・千原線や、4両編成に限定される金町線にも入線できないため、主に本線系統の優等列車運用や浅草線直通に充当されることが多かった。2010年7月17日ダイヤ改正以前は日中の快速は羽田空港発着であったため上野発着の特急運用中心であったが、同改正で日中の快速が西馬込発着に変更されてからは快速での運用も増えた。

## 廃車
2017年（平成29年）から下記の順に廃車が開始された。
- 2017年2月 3618・3668編成の付随車（3608・3601）[13]
- 2019年（平成31年→令和元年） 3638・3648・3678編成
- 2020年（令和2年）3658・3688編成のうち中間電動車ユニット2両（3663・3662）[14]

2025年5月21日に発表された京成グループ中期経営計画「D2プラン」(計画期間は2025～2027年度) によると、2027年度末まで3200形を90両導入し、残存する本形式の置き換えが予想される。